# Alexei Ramírez
Alexei Fernando Ramírez Rodriguez (ur. 22 września 1981) – kubański baseballista, który występował na pozycji łącznika. Złoty medalista Igrzysk Olimpijskich 2004, mistrz świata z 2005 roku.

## Kariera zawodnicza
Ramírez w latach 2001–2007 grał w kubańskim zespole Pinar del Río, występującym w Serie Nacional de Béisbol, w barwach którego rozegrał 521 spotkań i miał średnią uderzeń 0,334, zdobył 73 home runy oraz zaliczył 328 RBI; W 2006 był w składzie reprezentacji Kuby na turnieju World Baseball Classic. W styczniu 2008 podpisał czteroletni kontrakt wart 4,75 miliona dolarów z Chicago White Sox. W Major League Baseball zadebiutował 31 marca 2008 w meczu przeciwko Cleveland Indians. W 2008 zdobył najwięcej w MLB grand slamów (4), a w głosowaniu do nagrody MLB Rookie of the Year Award zajął 2. miejsce za Dustinem Pedroia z Boston Red Sox. W 2009 ponownie wystąpił w turnieju World Baseball Classic.
W 2010 otrzymał nagrodę Silver Slugger Award spośród łączników. W lutym 2011 podpisał nowy, czteroletni kontrakt z opcją przedłużenia o rok wart 42,5 miliona dolarów. 5 maja 2014 w meczu z Chicago Cubs na Wrigley Field zaliczył 1000. uderzenie w MLB. W lipcu 2014 po raz pierwszy otrzymał powołanie do Meczu Gwiazd.
22 stycznia 2016 jako wolny agent podpisał roczny kontrakt wart 3 miliony dolarów z opcją przedłużenia o rok wartą 4 miliony dolarów z San Diego Padres, który został rozwiązany 4 września 2016. Cztery dni później został zawodnikiem Tampa Bay Rays.

## Nagrody i wyróżnienia
| Nagroda/wyróżnienie     | Lata       | Źródło      |
| All-Star                | 2014       | [ 11 ]      |
| 2× Silver Slugger Award | 2010, 2014 | [ 4 ] [ 8 ] |